# 約翰·斯威夫特
約翰·斯威夫特（英語：John Swift；1995年6月23日—）是一位英格蘭足球運動員。現效力於英冠球隊西布朗。在場上的位置是中場，切尔西足球俱乐部青訓系統成長。他曾被借用到英格蘭足球甲級聯賽球隊斯溫頓足球俱樂部。他也代表英格蘭各級國青隊參賽。